# Wall Challenger
Il Wall Challenger è stato un torneo professionistico di tennis giocato su campi in cemento. Faceva parte dell'ATP Challenger Series. L'unica edizione si è disputata a Wall negli Stati Uniti.

## Albo d'oro

### Singolare
| Anno | Campione    | Finalista     | Punteggio |
| ---- | ----------- | ------------- | --------- |
| 1978 | Johan Kriek | Matt Mitchell | 6–1, 7–6  |

### Doppio
| Anno | Campioni                   | Finalisti                  | Punteggio |
| ---- | -------------------------- | -------------------------- | --------- |
| 1978 | Peter Rennert Kevin Curren | Jai Di Louie Haroon Ismail | 6–3, 6–2  |